# Fußball-Weltmeisterschaft der Frauen 2011/Statistik
Dieser Artikel gibt einen Überblick über die Rekorde und Statistiken zur Fußball-Weltmeisterschaft der Frauen 2011.

## Torjägerinnen
| Platz | Spieler                | Tore | Vorlagen | Spielzeit |
| ----- | ---------------------- | ---- | -------- | --------- |
| 1     | Homare Sawa            | 5    | 1        | 593       |
| 2     | Marta                  | 4    | 2        | 390       |
| 3     | Abby Wambach           | 4    | 1        | 600       |
| 4     | Lisa Dahlkvist         | 3    | 0        | 520       |
| 5     | Aya Miyama             | 2    | 4        | 599       |
| 6     | Lauren Cheney          | 2    | 3        | 460       |
| 7     | Lotta Schelin          | 2    | 2        | 540       |
| 8     | Alex Morgan            | 2    | 1        | 217       |
| 9     | Inka Grings            | 2    | 1        | 254       |
| 10    | Kerstin Garefrekes     | 2    | 1        | 390       |
| 10    | Jill Scott             | 2    | 1        | 390       |
| 10    | Cristiane              | 2    | 1        | 390       |
| 13    | Gaëtane Thiney         | 2    | 1        | 526       |
| 14    | Élodie Thomis          | 2    | 0        | 217       |
| 15    | Nahomi Kawasumi        | 2    | 0        | 223       |
| 18    | Kyah Simon             | 2    | 0        | 259       |
| 19    | Genoveva Añonma        | 2    | 0        | 270       |
| 20    | Rosana                 | 2    | 0        | 335       |
| 21    | Célia Okoyino da Mbabi | 2    | 0        | 362       |
| 22    | Marie-Laure Delie      | 2    | 0        | 374       |

## Abschlusstabelle WM 2011
Rangliste nach Kriterien der FIFA:
| Rang | Mannschaft         | Spiele | Gewonnen | Unentschieden | Verloren | Tore  | Tordifferenz | Punkte |
| ---- | ------------------ | ------ | -------- | ------------- | -------- | ----- | ------------ | ------ |
| 01   | Japan              | 6      | 4        | 1             | 1        | 12:06 | +6           | 13     |
| 02   | Vereinigte Staaten | 6      | 3        | 2             | 1        | 13:07 | +6           | 11     |
| 03   | Schweden           | 6      | 5        | 0             | 1        | 10:06 | +4           | 15     |
| 04   | Frankreich         | 6      | 2        | 1             | 3        | 10:10 | +0           | 07     |
| 05   | Brasilien          | 4      | 3        | 1             | 0        | 09:02 | +7           | 10     |
| 06   | Deutschland        | 4      | 3        | 0             | 1        | 07:04 | +3           | 09     |
| 07   | England            | 4      | 2        | 2             | 0        | 06:03 | +3           | 08     |
| 08   | Australien         | 4      | 2        | 0             | 2        | 06:07 | −1           | 06     |
| 09   | Nigeria            | 3      | 1        | 0             | 2        | 01:02 | −1           | 03     |
| 10   | Norwegen           | 3      | 1        | 0             | 2        | 02:05 | −3           | 03     |
| 11   | Mexiko             | 3      | 0        | 2             | 1        | 03:07 | −4           | 02     |
| 12   | Neuseeland         | 3      | 0        | 1             | 2        | 04:06 | −2           | 01     |
| 13   | Nordkorea          | 3      | 0        | 1             | 2        | 00:03 | −3           | 01     |
| 14   | Kolumbien          | 3      | 0        | 1             | 2        | 00:04 | −4           | 01     |
| 15   | Äquatorialguinea   | 3      | 0        | 0             | 3        | 02:07 | −5           | 0      |
| 16   | Kanada             | 3      | 0        | 0             | 3        | 01:07 | −6           | 0      |

Anmerkungen:
- Entscheidend für die Reihenfolge nach FIFA-Kriterien ist zunächst die erreichte Runde (Sieger, Finalist, Dritter, Halbfinalist, Viertelfinalist, Achtelfinalist, Vorrundenteilnehmer). Ist die erreichte Runde gleich, entscheiden der Reihe nach die Zahl der Punkte, die Tordifferenz, die Zahl der geschossenen Tore und der direkte Vergleich.
- Entscheidungen nach Elfmeterschießen werden in dieser Statistik als Unentschieden gewertet. Die im Elfmeterschießen erzielten Treffer werden wie in allen Statistiken nicht als Tore gewertet.

## Spielerinnen
- Die jüngste Spielerin war Christelle ( Äquatorialguinea, * 16. Januar 1995). Sie war beim Spiel gegen Norwegen am 29. Juni 16 Jahre und 164 Tage alt.
- Die Älteste war mit 38 Jahren die neuseeländische Torhüterin Jenny Bindon (* 25. Februar 1973).
- Christie Rampone ist mit 36 Jahren und 23 Tagen die älteste Spielerin, die jemals in einem WM-Finale stand.
- Die japanische Torhüterin Nozomi Yamagō ist mit 36 Jahren und 182 Tagen die bisher älteste Spielerin in einem Weltmeisterkader, kam jedoch im Turnier nicht zum Einsatz.
- Homare Sawa (Japan) ist mit 33 Jahren die bisher älteste WM-Torschützenkönigin und bisher älteste Gewinnerin des Goldenen Balls als beste Spielerin. Sie ist die dritte Spielerin in Folge, die beide Auszeichnungen zugleich erhielt.[1] Sie ist zudem die älteste Spielerin, der ein Tor in einem WM-Finale gelang.[2]
- Cecilia Santiago (Mexiko) war mit 16 Jahren und 251 Tagen die jüngste Torhüterin, die jemals bei einer WM eingesetzt wurde.
- Die größte Spielerin war mit 1,85 m Wendie Renard (Frankreich), die kleinste Charlyn Corral (Mexiko) mit 1,52 m.
- Ihre fünfte Weltmeisterschaft bestritten Formiga (Brasilien), Birgit Prinz (Deutschland) und Homare Sawa (Japan). Diese Spielerinnen kamen bei allen Turnieren seit 1995 mindestens einmal zum Einsatz und stellen damit den Rekord von Kristine Lilly (USA) ein, die von 1991 bis 2007 ebenfalls bei fünf WM-Turnieren auf dem Platz stand. Birgit Prinz verpasste die Chance, als erste Spielerin bei fünf WM-Turnieren als Torschützin erfolgreich zu sein.
- Insgesamt nahmen 14 Spielerinnen teil, die bereits bei einer vorangegangenen Weltmeisterschaft den Titel gewonnen hatten (13 Deutsche und eine US-Amerikanerin, von den Deutschen kamen aber zwei bei den Titelgewinnen nicht zum Einsatz). Fünf deutsche Spielerinnen konnten bereits zweimal den Titel gewinnen.
- Im ersten Spiel gegen Mexiko bestritt Faye White (England) ihr 100 Länderspiel. Ebenfalls ihr 100. Länderspiel erreichten bei der WM Laura Georges (Frankreich), Nadine Angerer (Deutschland) und Hope Solo (USA). 24 Spielerinnen hatten bereits vor der WM mindestens 100 Länderspiele, zwei davon (Christie Rampone und Birgit Prinz) mindestens 200 Länderspiele bestritten. In neun Kadern stand mindestens je eine Spielerin, die mindestens 100 Länderspiele bestritten hat, die meisten (6) im Kader der USA. Bis auf Heather Mitts wurden alle 100er bei der WM auch eingesetzt.
- Drei Spielerinnen (Birgit Prinz, Abby Wambach und Christine Sinclair) haben bereits mehr als 100 Tore in Länderspielen erzielt. Ebenfalls mehr als 100 Länderspieltore erzielte Carolina Morace, Trainerin der kanadischen Mannschaft. Wambach und Sinclair konnten bei der WM weitere Tore erzielen, Wambach sich auch in der Rangliste verbessern.
- Nur vier Mannschaften hatten ausschließlich Spielerinnen aus heimischen Ligen im Kader. In keinem Kader standen nur Spielerinnen, die in ausländischen Ligen spielen. Australien hatte zwei Spielerinnen im Kader für die zwei Vereine angegeben sind. Die meisten Spielerinnen (12) stellte Olympique Lyon.
- Die meisten Spielerinnen (40 in neun Kadern) spielen in der Women’s Professional Soccer League, es folgt die Bundesliga mit 31 Spielerinnen in sieben Kadern.
- In der folgenden Tabelle ist für die WM-Teilnehmer die Anzahl der in ausländischen Ligen oder Universitäten der verschiedenen Kontinentalverbände und der heimischen Liga/Universität spielenden Spielerinnen zusammengefasst (Stand: Vor der WM).

|                  | Afrika | Asien | Europa | Mittel- und Nordamerika | Ozeanien | Südamerika | vereinslos | Heimat |
| ---------------- | ------ | ----- | ------ | ----------------------- | -------- | ---------- | ---------- | ------ |
| Deutschland      |        |       |        |                         |          |            |            | 21     |
| Frankreich       |        |       |        |                         |          |            |            | 21     |
| Nordkorea        |        |       |        |                         |          |            |            | 21     |
| Australien       |        |       | 1      | 1                       |          |            |            | 21     |
| USA              |        |       |        |                         |          |            | 1          | 20     |
| Norwegen         |        |       | 3      |                         |          |            |            | 18     |
| Japan            |        |       | 3      |                         |          |            | 1          | 17     |
| Neuseeland       |        |       | 2      | 2                       |          |            |            | 17     |
| Brasilien        |        |       | 1      | 2                       |          |            | 2          | 16     |
| England          |        |       |        | 5                       |          |            |            | 16     |
| Kolumbien        |        |       | 5      |                         |          |            |            | 16     |
| Schweden         |        |       | 4      | 2                       |          |            |            | 15     |
| Äquatorialguinea | 1      | 1     | 2      |                         |          | 4          |            | 13     |
| Nigeria          |        |       | 9      |                         |          |            |            | 12     |
| Kanada           |        |       | 3      | 5                       |          |            | 3          | 10     |
| Mexiko           |        |       | 3      | 7                       |          |            | 4          | 07     |

|                                 | Afrika | Asien | Europa | Mittel- und Nordamerika | Ozeanien | Südamerika | vereinslos | Heimat |
| ------------------------------- | ------ | ----- | ------ | ----------------------- | -------- | ---------- | ---------- | ------ |
| Afrika (Legionäre)              | 1      | 1     | 11     |                         |          | 4          |            | 25     |
| Asien (Legionäre)               |        |       | 4      | 1                       |          |            | 1          | 59     |
| Europa (Legionäre)              |        |       | 7      | 7                       |          |            |            | 91     |
| Mittel-/Nordamerika (Legionäre) |        |       | 6      | 12                      |          |            | 8          | 37     |
| Ozeanien (Legionäre)            |        |       | 2      | 2                       |          |            |            | 17     |
| Südamerika (Legionäre)          |        |       | 1      | 7                       |          |            | 2          | 32     |
| Summe (Legionäre)               | 1      | 1     | 31     | 29                      | 0        | 4          |            |        |
| Summe (Insgesamt)               | 26     | 60    | 122    | 66                      | 17       | 36         | 11         | 261    |

## Trainer
- Zehn Mannschaften wurden von Männern, sechs von Frauen trainiert.
- In 32 Spielen standen sich 17-mal Teams gegenüber, die von Männern und Frauen betreut wurden, sieben Spiele gewannen die Teams der Trainerinnen, sechs Siege holten die Teams der Trainer, wobei zwei Siege auf das Konto des französischen Trainers gingen, dessen Mannschaft aber auch ein Spiel verlor. Vier Spiele endeten remis, davon wurden zwei im Elfmeterschießen von den Teams der Trainer und eins vom Team einer Trainerin gewonnen.
- Leonardo Cuéllar/Mexiko (* 14. Januar 1952) war der älteste und Kleiton Lima/Brasilien (* 5. Mai 1974) der jüngste der Trainer (deren Alter bekannt ist).
- Norio Sasaki ist mit 53 Jahren der bisher älteste Trainer einer Weltmeister-Mannschaft der Frauen.
- Fünf Mannschaften wurden von ausländischen Trainern oder Trainerinnen betreut.
- Die meisten (3) Trainer wurden im Vereinigten Königreich geboren.
- Die Trainer aus Italien (Äquatorialguinea und Kanada) waren die einzigen, deren Heimatland sich nicht für das Turnier qualifiziert hat.
- Tom Sermanni, Trainer Australiens, erlebte seine dritte WM als Cheftrainer.
- Kein(e) Cheftrainer(in) war bereits als Spieler(in) Weltmeister geworden.
- Sechs Länder traten wieder mit dem/derselben Cheftrainer(in) wie schon 2007 in China an: Weltmeister Deutschland mit Silvia Neid, Australien mit Tom Sermanni, England mit Hope Powell, Neuseeland mit John Herdman, Nordkorea mit Kim Kwang-min und Schweden mit Thomas Dennerby
- Brasilien und Nigeria traten dagegen zum sechsten Mal mit einem anderen Trainer an.
- Fünf Trainerinnen wurden früher selbst als Spielerin bei einer WM eingesetzt; Leonardo Cuéllar 1978 bei der Männer-WM.

## Kontinentalmeister
- Alle aktuellen Kontinentalmeister nahmen an der WM teil.
- Drei Kontinentalmeister (Afrika, Europa sowie Mittel- und Nordamerika) trafen in einer Vorrundengruppe, zwei andere (Asien und Südamerika) in einer weiteren Vorrundengruppe aufeinander.
- Kein Kontinentalmeister erreichte das Halbfinale. Bei allen vorangegangenen Weltmeisterschaften hatte jeweils ein Kontinentalmeister im Endspiel gestanden.

## Strafstöße
- Den ersten Strafstoß verwandelte Inka Grings zum zwischenzeitlichen 3:1 im Spiel gegen Frankreich.
- Ein Handelfmeter im Spiel Äquatorialguinea gegen Australien wurde nicht gegeben, obwohl Bruna einen vom Pfosten abgeprallten Ball im Strafraum in die Hand nahm.[4]
- Im Viertelfinalspiel zwischen Brasilien und den USA mussten zwei von den Torhüterinnen gehaltene Elfmeter wiederholt werden: zunächst in der regulären Spielzeit der von Cristiane vergebene Elfmeter, weil eine US-amerikanische Spielerin zu früh in den Strafraum gelaufen war; dann im Elfmeterschießen, weil Andréia Suntaque beim Schuss zu weit vor der Torlinie stand. In beiden Fällen waren die Schützinnen beim zweiten Versuch erfolgreich, wobei für Brasilien Marta im zweiten Versuch antrat.
- Insgesamt wurden vier Strafstöße verhängt, so wenige wie bei keiner anderen WM (1995, 1999 und 2007 wurden je sieben verwandelt). Die meisten (2) erhielt Brasilien.

## Platzverweise
- Der erste Platzverweis erging an die Torfrau Bérangère Sapowicz (Frankreich) in der 65. Minute des Spiels gegen Deutschland nach Notbremse an Fatmire Bajramaj.
- Der erste Platzverweis für eine Feldspielerin traf Rachel Buehler (USA) nach einem Foul im Strafraum an Marta.
- Der erste Platzverweis für eine Tätlichkeit traf Josefine Öqvist (Schweden) im Spiel um Platz 3. Es war die erste rote Karte in einem Spiel um Platz 3.
- Die rote Karte gegen Azusa Iwashimizu nach einer Notbremse war der erste Platzverweis in einem WM-Endspiel der Frauen. Japan konnte somit auch als erstes Land in Unterzahl Weltmeister werden.
- Mit insgesamt 4 roten Karten wurde der Negativrekord von 1999 eingestellt, dort wurde aber noch zusätzlich eine gelb-rote Karte gezeigt.[5]

## Verwarnungen
- Caroline Seger war die erste Spielerin, die nach 2 Gelben Karten für ein Spiel gesperrt wurde.
- Im Viertelfinale zwischen Brasilien und der USA wurde der Negativrekord vom Spiel Brasilien gegen Deutschland bei der WM 1995 mit 8 Gelben Karten eingestellt. Während beim Spiel gegen Deutschland Suzy zwei gelbe Karten erhielt, d. h. die gelb-rote Karte, bekam im anderen Spiel Rachel Buehler noch die rote Karte.[6][7]

## Tore
- Das erste Tor der WM erzielte Marie-Laure Delie (Frankreich) in der 56. Minute des ersten Spiels gegen Nigeria.
- Das torreichste Spiel der WM war der 4:2-Sieg Deutschlands über Frankreich (Vorrunde, Gruppe A), gefolgt vom 3:2 Australiens gegen Äquatorialguinea (Vorrunde, Gruppe D).
- Mit der 0:1-Niederlage gegen Deutschland beendete Nigeria als erste Mannschaft zum zweiten Mal vier WM-Spiele nacheinander ohne eigenes Tor. Bisher "gelang" dies Ghana (1999–2003), Japan (1991–2005) und Nigeria (1991–1995).
- Das schnellste Tor erzielte Stephany Mayor (Mexiko) nach 64 Sekunden im Spiel gegen Neuseeland. Im Viertelfinale rettete Abby Wambach in der zweiten Minute der Nachspielzeit der zweiten Verlängerungshälfte mit dem spätesten Tor die USA ins Elfmeterschießen gegen Brasilien.
- Deutschland, Frankreich und Brasilien waren mit je sieben Treffern die torgefährlichsten Mannschaften der Vorrunde, während Kanada, Mexiko und Äquatorialguinea jeweils sieben Gegentreffer hinnehmen mussten.
- Brasilien blieb als einzige Mannschaft in der Vorrunde ohne Gegentor. Die Serie endete jedoch bereits in der zweiten Minute des Viertelfinales gegen die USA durch ein Eigentor.
- Erst am letzten Spieltag der Vorrunde gab es ein torloses Spiel: Kolumbien und Nordkorea trennten sich 0:0 zu einem Zeitpunkt, als das Ausscheiden beider Mannschaften bereits feststand. Beide Teams beendeten damit das Turnier als einzige ohne einen Treffer.
- Schweden konnte mit vier Treffern (bei einem Gegentor) die Gruppe C gewinnen, während Neuseeland in Gruppe B mit derselben Anzahl Treffern (bei sechs Gegentoren) Gruppenletzter wurde.
- Alle Mannschaften, die die Gruppenphase mit einer positiven Tordifferenz abgeschlossen hatten, erreichten das Viertelfinale, während alle Mannschaften mit einer negativen Tordifferenz ausschieden.
- Gastgeber und Titelverteidiger Deutschland blieb als einzige Mannschaft in der K.-o.-Runde ohne Torerfolg.
- Mit ihrem Tor zum zwischenzeitlichen 2:1 für Brasilien im Viertelfinale erzielte Marta ihren 14. WM-Treffer und stellte damit den Rekord von Birgit Prinz ein.

## Remis-Spiele
- Das Spiel zwischen Kolumbien und Nordkorea war das einzige torlose Spiel bei der WM.
- Mexiko war die einzige Mannschaft, die in der Vorrunde zweimal remis spielte und die erste, die nach zwei Unentschieden in der Vorrunde ausgeschieden ist.
- Die USA sind die einzige Mannschaft, die in der K.-o.-Runde zweimal remis spielte, beide Spiele endeten 2:2 und wurden im Elfmeterschießen entschieden.

## Siege
- Die höchsten Siege des Turniers erreichten Frankreich gegen Kanada (Vorrunde, Gruppe A) und Japan gegen Mexiko (Vorrunde, Gruppe B) mit je 4:0.
- Zum ersten Mal in der Geschichte der Frauen-WM gelang es keiner Mannschaft, mit mehr als zwei Toren Unterschied ein Spiel der K.-o.-Runde zu gewinnen.
- Mit der 0:1-Niederlage gegen Deutschland stellte Nigeria die längste Serie ohne einen Sieg von Australien ein, das zwischen 1995 und 2003 neunmal kein WM-Spiel gewinnen konnte. Nigeria war zwischen 1999 und 2011 in WM-Spielen sieglos und gewann davor letztmals am 27. Juni 1999 gegen Dänemark. Mit dem Sieg gegen Kanada am letzten Spieltag der Gruppe beendete Nigeria die Negativserie. Australien beendete seine Negativserie am 12. September 2007 durch einen Sieg gegen Ghana.

## Niederlagen
- Mit der Niederlage im ersten Spiel gegen Japan stellte Neuseeland die längste Niederlagenserie von Dänemark ein. Beide hatten damit eine Serie von sieben Niederlagen: Dänemark zwischen 1995 und 2007, Neuseeland zwischen 1991 und 2011. Durch die darauf folgende Niederlage gegen England ist Neuseeland mit acht Niederlagen in Folge nun alleiniger Rekordhalter.
- Durch die Niederlage im letzten Vorrundenspiel gegen Schweden endete für die USA eine Serie von 17 Spielen ohne Niederlage in WM-Vorrundenspielen.
- Durch die Niederlage Deutschlands im Viertelfinale gegen Japan endete die längste Serie von Spielen ohne Niederlage. Zuvor hatte Deutschland 15 Spiele in Folge ohne Niederlage überstanden.
- Brasilien und England sind die einzigen Mannschaften im Turnier ohne Niederlage, beide schieden im Viertelfinale durch Elfmeterschießen aus. England gelang der einzige Sieg gegen den späteren Weltmeister Japan.

## Aus in der Vorrunde
- Afrikameister Nigeria, Mittel- und Nordamerikameister Kanada und Ozeanienmeister Neuseeland sind als erste Mannschaften in der Vorrunde ausgeschieden.
- Norwegen, Weltmeister 1995 und Teilnehmer aller sechs bisherigen Weltmeisterschaften, überstand erstmals die Vorrunde nicht.
- Nigeria, ebenfalls für jede bisherige Weltmeisterschaft qualifiziert, schied hingegen zum fünften Mal nach der Vorrunde aus.

## K.-o.-Runde
- Zum ersten Mal erreichte der Titelverteidiger nicht das Halbfinale. Bis zum Viertelfinalaus Deutschlands gegen Japan war das schlechteste Abschneiden eines amtierenden Weltmeisters der vierte Platz für Norwegen bei der WM 1999.
- Die USA bleiben das einzige Team, das als Gastgeber ins Halbfinale einer Frauen-WM einziehen konnte (1999 und 2003). Wie Deutschland 2011 scheiterten zuvor auch China (1991 und 2007) und Schweden (1995) jeweils im Viertelfinale.
- Bereits das erste K.-o.-Spiel (Frankreich gegen England) war erst nach Verlängerung und Elfmeterschießen entschieden. Die letzte Verlängerung bei einer Frauen-WM hatte es zuvor im Finale 2003 gegeben, das letzte Elfmeterschießen im Finale 1999. Insgesamt gab es drei Elfmeterschießen und damit so viele wie noch bei keiner Frauen-WM zuvor.
- Zum zweiten Mal nach 1999 wurde das WM-Finale durch Elfmeterschießen entschieden. Noch nie zuvor waren in einem Frauen-WM-Elfmeterschießen so wenige Elfmeter verwandelt worden (3:1); bis dahin hatte selbst die unterlegene Mannschaft stets mindestens dreimal verwandeln können. Für Japan war es das erste WM-Elfmeterschießen überhaupt, für die USA die erste Niederlage nach einem solchen.
- Frankreich, das als einzige Mannschaft zum ersten Mal in einem WM-Viertelfinale stand, konnte auch gleich ins Halbfinale einziehen; während Japan nacheinander sein erstes Halbfinale, sein erstes Endspiel und seinen ersten Weltmeistertitel erreichte.
- Den USA gelang der Halbfinaleinzug zum sechsten Mal in Folge und damit bei jeder bisherigen WM. Mit ihrem dritten Finaleinzug nach 1991 und 1999 stellten sie den Rekord von Deutschland (Finalist 1995, 2003, 2007) ein. Damit stand bei jeder Fußball-WM der Frauen eines der beiden Länder im Endspiel, aber nie beide gleichzeitig.
- Mit den USA und Japan standen sich zum ersten Mal zwei Mannschaften im Endspiel gegenüber, die in der Vorrunde eine Niederlage hinnehmen mussten. Bis dahin gelang drei Mannschaften nach einer Vorrundenniederlage noch der Finaleinzug (Norwegen 1991, Deutschland 1995, Schweden 2003), keine konnte den Weltmeistertitel gewinnen. Japan ist somit die erste Mannschaft, die nach einer Niederlage noch Weltmeister wurde.
- Auch nach seiner sechsten WM-Teilnahme ist Deutschland in der K.-o.-Runde noch nie an einer anderen Mannschaft gescheitert als an der des späteren Weltmeisters.
- Von den vier Gruppensiegern der Vorrunde sind drei (England, Deutschland und Brasilien) im Viertelfinale ausgeschieden, nur Schweden gelang der Einzug in die nächste Runde.
- Zum ersten Mal erreichte kein aktueller Kontinentalmeister das Halbfinale. Die Halbfinalisten wurden bei den letzten Kontinentalturnieren maximal Dritter (Japan und USA), Frankreich und Schweden waren bei der letzten EM im Viertelfinale gescheitert.

## Schiedsrichter
- Kari Seitz (USA) nahm als erste Schiedsrichterin zum vierten Mal an einer WM teil.
- Jüngste nominierte Schiedsrichterin war Finau Vulivuli (* 18. August 1982).
- Älteste Schiedsrichterin war Jenny Palmqvist (* 2. November 1969). Beim Viertelfinale zwischen England und Frankreich am 9. Juli war sie 41 Jahre und 249 Tage alt. Die bisher älteste Schiedsrichterin war Kateriina Elovitra (Finnland) mit 42 Jahren und 232 Tagen bei der WM 2003.

## Allgemein
- Deutschland stellte durch seine zweite Teilnahme am Eröffnungsspiel nach 2007 den Rekord von Norwegen (1991 und 2003) ein.
- Im Turnier gab es nur ein Spiel zweier Länder, die geografisch direkt benachbart sind: Deutschland gegen Frankreich.
- Das WM-erfahrenste Land, das sich für 2011 nicht qualifizieren konnte, war China, das zuvor an allen fünf Weltmeisterschaften teilnahm.
- Äquatorialguinea und Kolumbien nahmen zum ersten Mal teil.
- Das kleinste Teilnehmerland dieser WM (nach Fläche wie nach Einwohnerzahl) war Äquatorialguinea, das größte Kanada, die meisten Einwohner hatten die USA.
- Im Kader Schwedens standen mit Kristin und Marie Hammarström Zwillinge. Bei Kolumbien wurde Natalia Ariza, die Zwillingsschwester von Tatiana Ariza nicht berücksichtigt, die mit ihr zusammen im Kader für die U-20-Fußball-Weltmeisterschaft der Frauen 2010 stand. Tatiana kam aber bei der WM nicht zum Einsatz. Von den Hammarström-Zwillingen kam nur Marie zum Einsatz. Im Spiel um Platz 3 gelang ihr mit ihrem ersten Länderspieltor der 2:1-Siegtreffer für Schweden.
- Mit Japan gewann die Mannschaft mit der durchschnittlich geringsten Körpergröße. Die japanischen Spielerinnen waren im Durchschnitt 163 cm groß, die deutschen Spielerinnen waren 2003 und 2007 im Durchschnitt 171 cm groß.

## Fortlaufende Rangliste
| Rang | Mannschaft               | Teilnahmen | Spiele | Gewonnen | Unentschieden | Verloren | Tore  | Tordifferenz | Punkte |
| ---- | ------------------------ | ---------- | ------ | -------- | ------------- | -------- | ----- | ------------ | ------ |
| 01   | Vereinigte Staaten** (=) | 6          | 36     | 27       | 5             | 4        | 98:32 | +68          | 86     |
| 02   | Deutschland** (=)        | 6          | 32     | 23       | 3             | 6        | 91:31 | +60          | 72     |
| 03   | Norwegen* (=)            | 6          | 31     | 20       | 2             | 9        | 77:41 | +36          | 62     |
| 04   | Schweden ↑1              | 6          | 29     | 18       | 2             | 9        | 54:34 | +29          | 56     |
| 05   | Brasilien ↑1             | 6          | 26     | 15       | 4             | 7        | 55:34 | +21          | 49     |
| 06   | Volksrepublik China ↓2   | 5          | 24     | 13       | 5             | 6        | 48:25 | +23          | 44     |
| 07   | Japan* ↑3                | 6          | 22     | 7        | 3             | 12       | 25:46 | −21          | 24     |
| 08   | England ↑1               | 3          | 12     | 5        | 4             | 3        | 20:18 | +2           | 19     |
| 09   | Kanada ↓2                | 5          | 18     | 4        | 3             | 11       | 26:46 | −20          | 15     |
| 10   | Australien ↑5            | 5          | 17     | 3        | 4             | 10       | 24:39 | −15          | 13     |
| 11   | Russland ↓3              | 2          | 8      | 4        | 0             | 4        | 16:14 | +2           | 12     |
| 12   | Frankreich ↑4            | 2          | 9      | 3        | 2             | 4        | 12:13 | −1           | 11     |
| 13   | Nordkorea ↓1             | 4          | 13     | 3        | 2             | 8        | 12:20 | −8           | 11     |
| 14   | Nigeria (=)              | 6          | 19     | 3        | 2             | 14       | 15:50 | −35          | 11     |
| 15   | Italien ↓4               | 2          | 7      | 3        | 1             | 3        | 11:08 | +3           | 10     |
| 16   | Dänemark ↓3              | 4          | 14     | 3        | 1             | 10       | 19:26 | −7           | 10     |
| 17   | Ghana (=)                | 3          | 3      | 1        | 1             | 7        | 06:30 | −24          | 4      |
| 18   | Chinesisch Taipeh (=)    | 1          | 4      | 1        | 0             | 3        | 02:15 | −13          | 3      |
| 19   | Mexiko↑1                 | 2          | 6      | 0        | 2             | 4        | 04:22 | −18          | 2      |
| 20   | Kolumbien (N)            | 1          | 3      | 0        | 1             | 2        | 00:04 | −4           | 1      |
| 21   | Neuseeland (=)           | 3          | 9      | 0        | 1             | 8        | 05:26 | −21          | 1      |
| 22   | Äquatorialguinea (N)     | 1          | 3      | 0        | 0             | 3        | 02:07 | −5           | 0      |
| 23   | Südkorea ↓4              | 1          | 3      | 0        | 0             | 3        | 01:11 | −10          | 0      |
| 24   | Argentinien ↓2           | 2          | 6      | 0        | 0             | 6        | 02:33 | −31          | 0      |

Anmerkungen:
- Kursiv gesetzte Mannschaften waren 2011 nicht dabei, die fett gesetzte Mannschaft gewann das Turnier